# Reguła Cope’a
Reguła Cope’a (nazywana również prawem niewyspecjalizowanych) – występowanie podobnych trendów zmian ewolucyjnych postępujących równolegle w różnych taksonach organizmów.
Występowanie podobnego trendu zmian w zapisie kopalnym różnych linii ewolucyjnych zostało opisane w 1896 roku przez amerykańskiego paleontologa Edwarda Drinkera Cope’a, przy czym jego uwagę zwróciła tendencja do zwiększania rozmiarów wielu kladów mezozoicznych ssaków. Reguła stosowana jest obecnie w uogólnionym zakresie w stosunku do różnych zmian mających podobny charakter u różnych grup systematycznych organizmów. Mimo iż od jej przedstawienia minęło ponad sto lat, bywa wciąż kiepsko rozumiana. Niektóre z badań potwierdzały jej prawidłowość, a inne jej zaprzeczały.

## Zwiększanie się rozmiarów
Dobór kierunkowy zdaje się wpływać w szczególności na rozmiar organizmów, podczas gdy jego oddziaływanie na inne cechy morfologiczne pozostaje znacząco mniejsze. Uważa się, że zwiększenie rozmiarów zapewnia organizmowi wiele korzyści, lecz również powoduje nowe problemy. Aby spełnić regułę Cope’a korzyści muszą przeważać nad problemami. Duże rozmiary zapewniają m.in. lepszą ochronę przed drapieżnikami, zwiększają szanse na skuteczne polowanie, kopulację, zwiększają również długość życia, a także – wraz ze wzrostem mózgu – inteligencji. Zapewniają lepsze szanse na przetrwanie wahań klimatycznych oraz w rywalizacji wewnątrz- i międzygatunkowej. Bardzo duże rozmiary, jak np. u zauropodów i tuńczyków, mogą zapewniać stosunkowo stałą temperaturę ciała. Rozwój dużych organizmów – zarówno pre-, jak i postnatalny – zajmuje jednak więcej czasu, duże organizmy wymagają więcej wody, pożywienia itd. Również zagrożenie wyginięciem jest wyższe u większych organizmów.
Cope spostrzegł, iż pierwsi przedstawiciele wielu kladów mezozoicznych ssaków osiągali niewielkie rozmiary, zaś w trakcie ewolucji kladu masa jego przedstawicieli wzrastała. W niektórych przypadkach zwiększanie rozmiarów zdaje się reprezentować trend bardziej pasywny niż aktywny – wzrastają rozmiary maksymalne, lecz minimalne nie. Często jest to wynikiem czynników losowych, a nie ewolucji kierunkowej. Przez niektórych badaczy jest to uważane za przykład „reguły Cope’a sensu lato”. W wielu przypadkach zwiększenie rozmiarów może reprezentować formę przejściową w drodze do optymalnego rozmiaru i nie przesądza o zachowaniu przez przedstawicieli grupy zawsze dużych rozmiarów. Wśród kredowych mięczaków zwiększanie rozmiarów nie jest częstsze niż utrzymanie dotychczasowych, lub ich zmniejszenie, jednak reguła Cope’a została potwierdzona u grup takich, jak ssaki i dinozaury.

## Redukcja liczby płytek szkieletu pąkli
Innym niż zwiększanie rozmiarów przykładem zmian odpowiadających regule Cope'a jest udokumentowane w zapisie kopalnym zmniejszanie się liczby płytek szkieletu u pąkli. Najstarsze pąkle, które pojawiły się w kredzie, miały 8 płytek w stożkowatym szkielecie. W różnych liniach ewolucyjnych postępowała redukcja ich liczby poprzez pośrednie stadia np. z 6 płytkami, aż po takie, w których występowała tylko jedna płytka. Ten trend zmian występujący niezależnie u różnych grup tych organizmów tłumaczony jest presją drapieżnych ślimaków – mniejsza liczba płytek oznacza mniejszą liczbę szczelin ułatwiających atak drapieżnika.